# Заннеман, Макс
Макс Заннеман (нем. Max Sannemann; 15 апреля 1864, Зехаузен (Альтмарк) — 1 февраля 1924, Балленштедт) — немецкий композитор и музыкальный педагог.
Учился в школе в Кальбе, затем перебрался в Магдебург, где, в частности, изучал композицию у Кристиана Фридриха Эрлиха, затем продолжил образование под руководством Германа Финценхагена. Во второй половине 1880-х гг. работал как учитель музыки и музыкальный критик. В 1894 году основал Магдебургскую консерваторию, среди педагогов которой на рубеже веков были Зигфрид Карг-Элерт и Теофил Форххаммер. Руководил студенческими концертами. Сочинял камерную, фортепианную и вокальную музыку, наибольшее внимание привлекла серия ультрапатриотических песен для голоса и фортепиано, выпущенных Заннеманом в 1914 году: «Новая немецкая боевая песнь» (нем. Ein neu-deutsch Kampflied), «На Париж хотим идти мы маршем» (нем. Nach Paris, wir wollen marschieren) и т. д. После завершения Первой мировой войны преподавал клавир в Балленштедте.